# Günther Schöne
Günther Schöne (* 6. Februar 1901 in Berlin; † 17. März 1985 in Bad Gandersheim) war ein deutscher Politiker (CDU) und Mitglied des Ernannten Braunschweigischen Landtages.
Günther Schöne schloss sein Studium als Diplomvolkswirt ab. Anschließend promovierte er über das Thema „Die deutsche Arbeitsmarktkrise, 1925/26“ und arbeitete dann als Steuerberater. Vom 21. Februar 1946 bis 21. November 1946 war er Mitglied des Ernannten Braunschweigischen Landtages.